# Ramon Monzon
Ramón Catalunya Monzón (Andorra, 3 settembre 1929 – Dax, 7 marzo 1996) è stato un fumettista spagnolo.

## Biografia
Nel 1950 si trasferisce a Barcellona per lavorare come vignettista, dove ha lavorato per riviste come Lupita, Chicolino e Peques.
Nel 1956 parte per Parigi. Dopo alcune illustrazioni per Âmes Vaillantes e Fripounet, inizia a lavorare per Vaillant, grazie a José Cabrero Arnal che lo presenta alla redazione del giornale.
Nella rivista Hop! nella Rubrique Profil.: al n. 107, III trimestre 2005, pagine 47-52 si parla Ramón Monzón

## Lavori
Ha collaborato con molte riviste come Bayard, Vaillant (dal 1956 al 1965) e Pilote, dove ha scritto sceneggiature di gag per Nikita Mandryka.
Le sue serie più note sono state Gruppo-gruppo e Cha' Pa, che raccontano le avventure di un giovane indiano dakota (Cha' Pa) e di un animale immaginario (Gruppo-gruppo) il cui grido di guerra è "gruppo-gruppo". Il personaggio di Cha' Pa è un'invenzione personale, mentre quello di Group-Group è stato commissionato da Jean Ollivier, allora caporedattore di Vaillant, che si era ispirato al Marsupilami di Franquin, creato qualche anno prima.